# Neodolichomitra yunnanensis
Neodolichomitra yunnanensis là một loài Rêu trong họ Hylocomiaceae. Loài này được (Besch.) T.J. Kop. mô tả khoa học đầu tiên năm 1971.